# Mão no colete

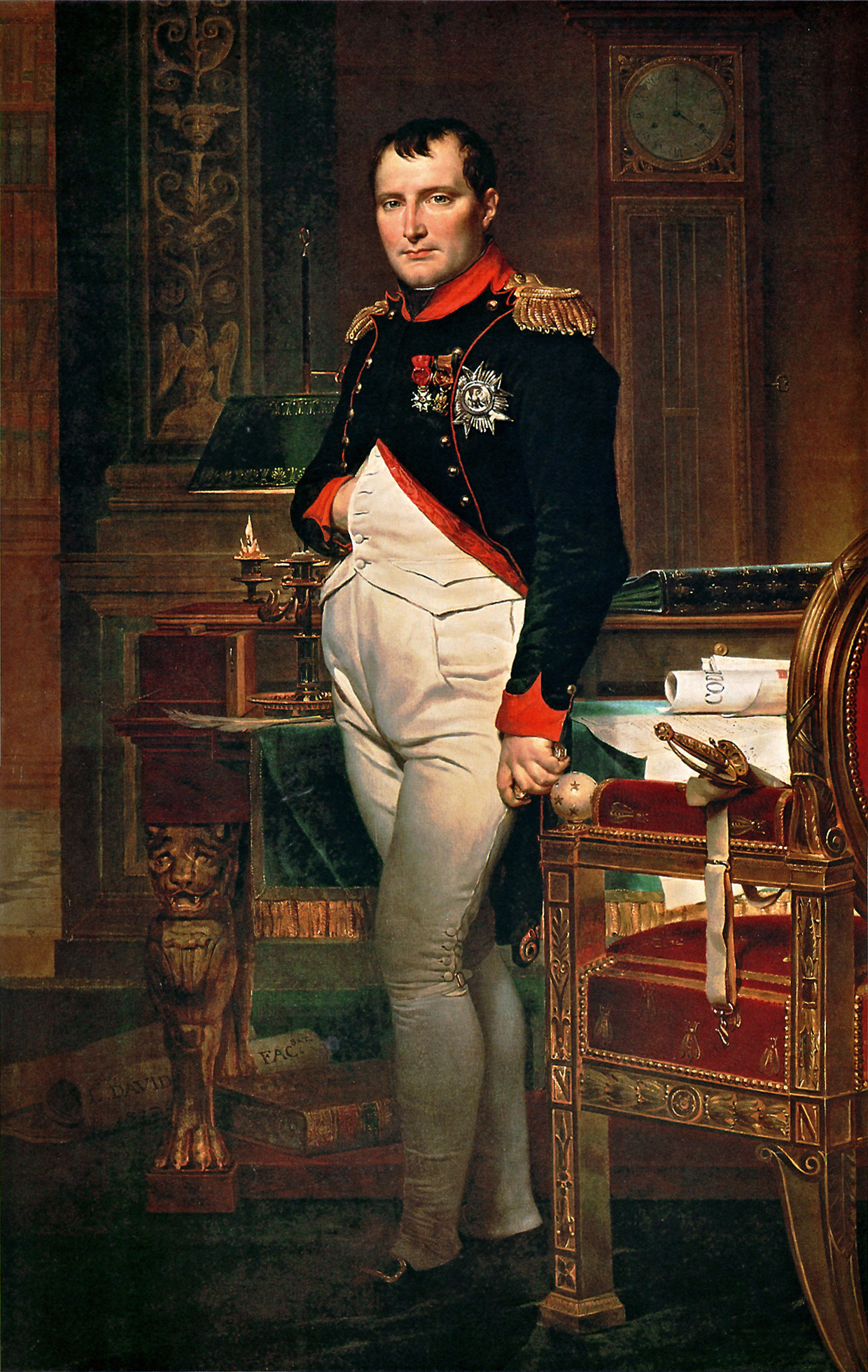
Imagem clássica de Napoleão com sua mão dentro do colete, por volta de 1812.

A "Mão no colete" (também referida como "mão no casaco" ou "mão escondida"; em inglês hand-in-waistcoat ou hidden hand e em francês Main dans le gilet) é um gesto comumente visto em fotografias e retratos nos séculos XVIII e XIX. A pose começou a aparecer por volta da década de 1750 em imagens retratando líderes políticos ou homens de poder. A ideia da imagem é, segundo vários biógrafos, transmitir uma impressão de calma e firmeza do retratado. O gesto é mais associado à figura de Napoleão Bonaparte, imperador da França. Ele aparece nesta pose em vários retratos, feitos por artistas como Jacques-Louis David, sendo que o mais conhecido é o quadro Napoleão no seu gabinete (ver imagem ao lado).
A pose, contudo, não pode ser atribuída a Napoleão, sendo ela vista em vários retratos pintados pela Europa e na América. A maioria destas imagens mostram o fotografado, ou retratado, com a mão direita dentro do seu casaco ou colete, mas alguns podem ser vistos com a mão esquerda. A pose se tornou mais frequente no século XIX por líderes e personalidades políticas, como um meio de retratar firmeza e determinação.

## Galeria

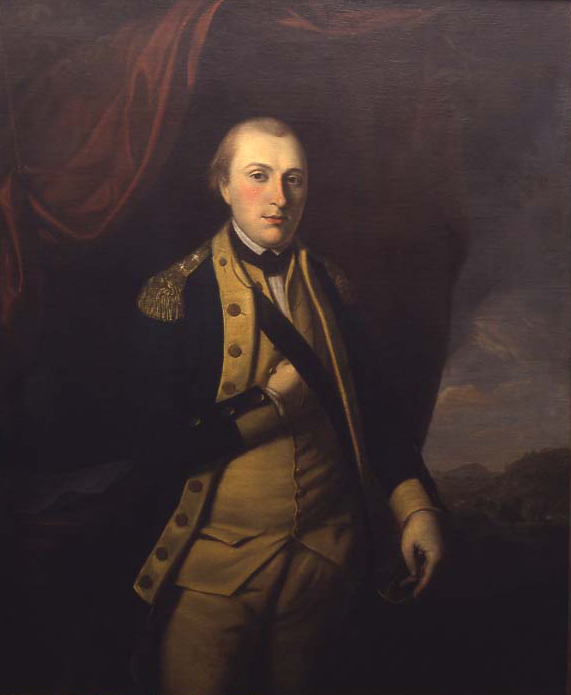
O Marquês de La Fayette.
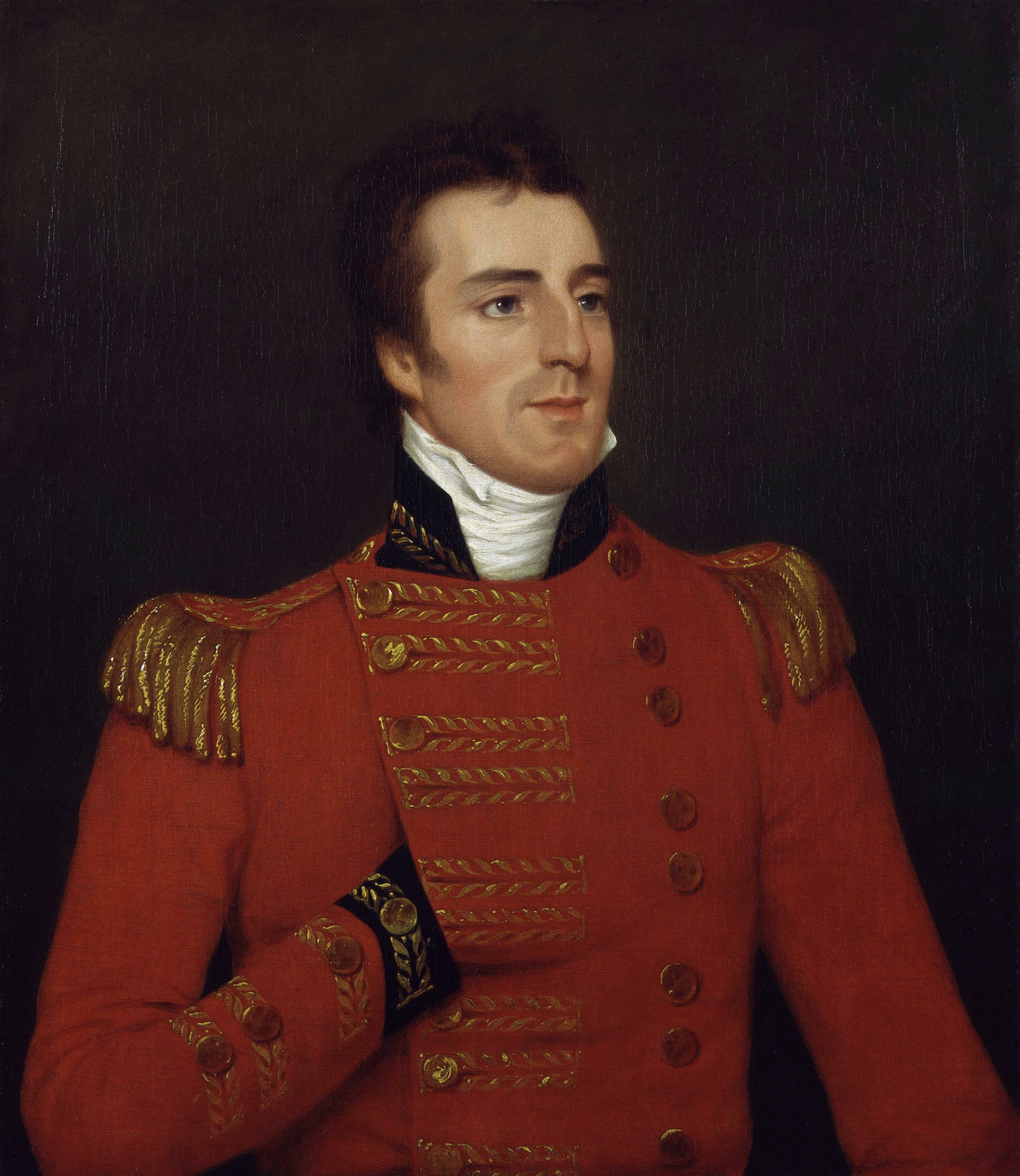
Arthur Wellesley, 1.º Duque de Wellington, com a mão dentro de sua túnica.
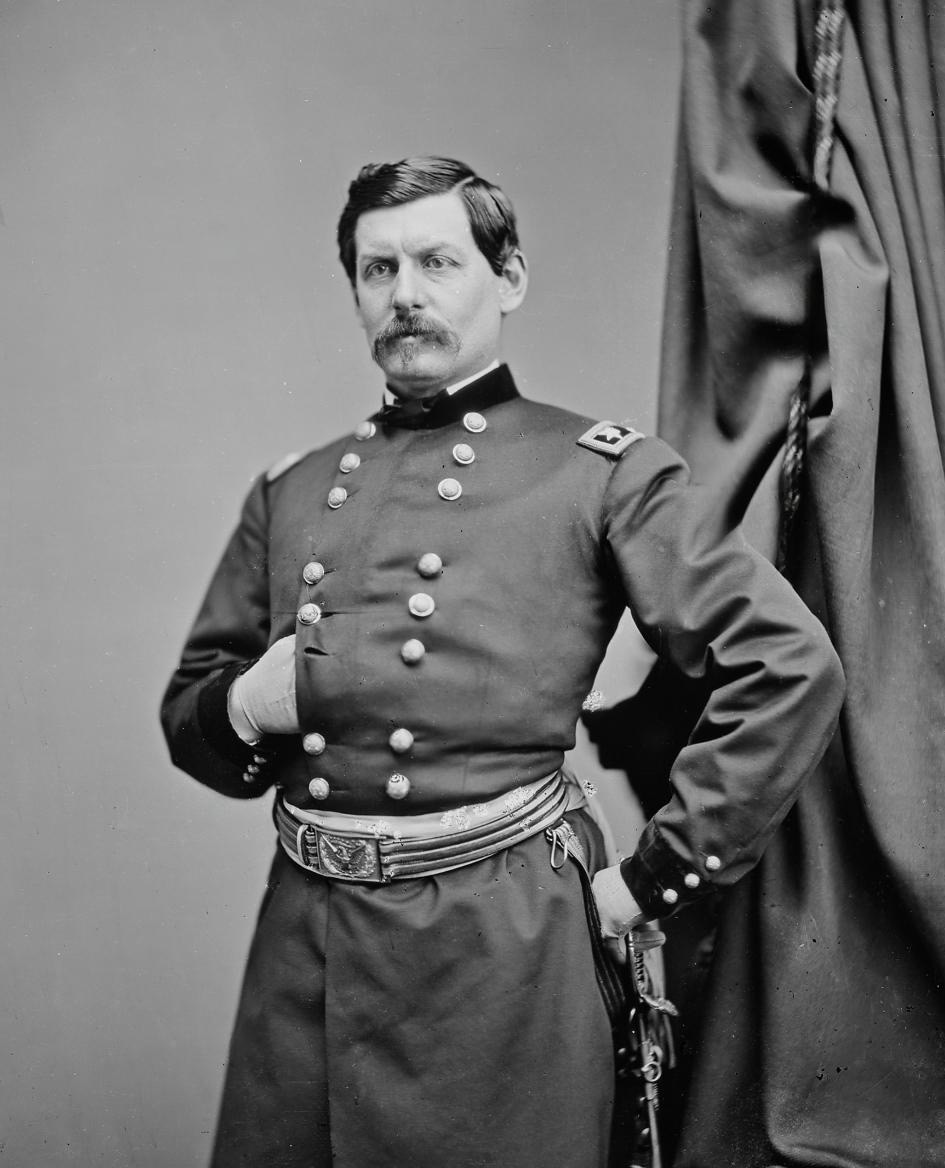
Fotografia do general George McClellan com a mão no seu casaco.
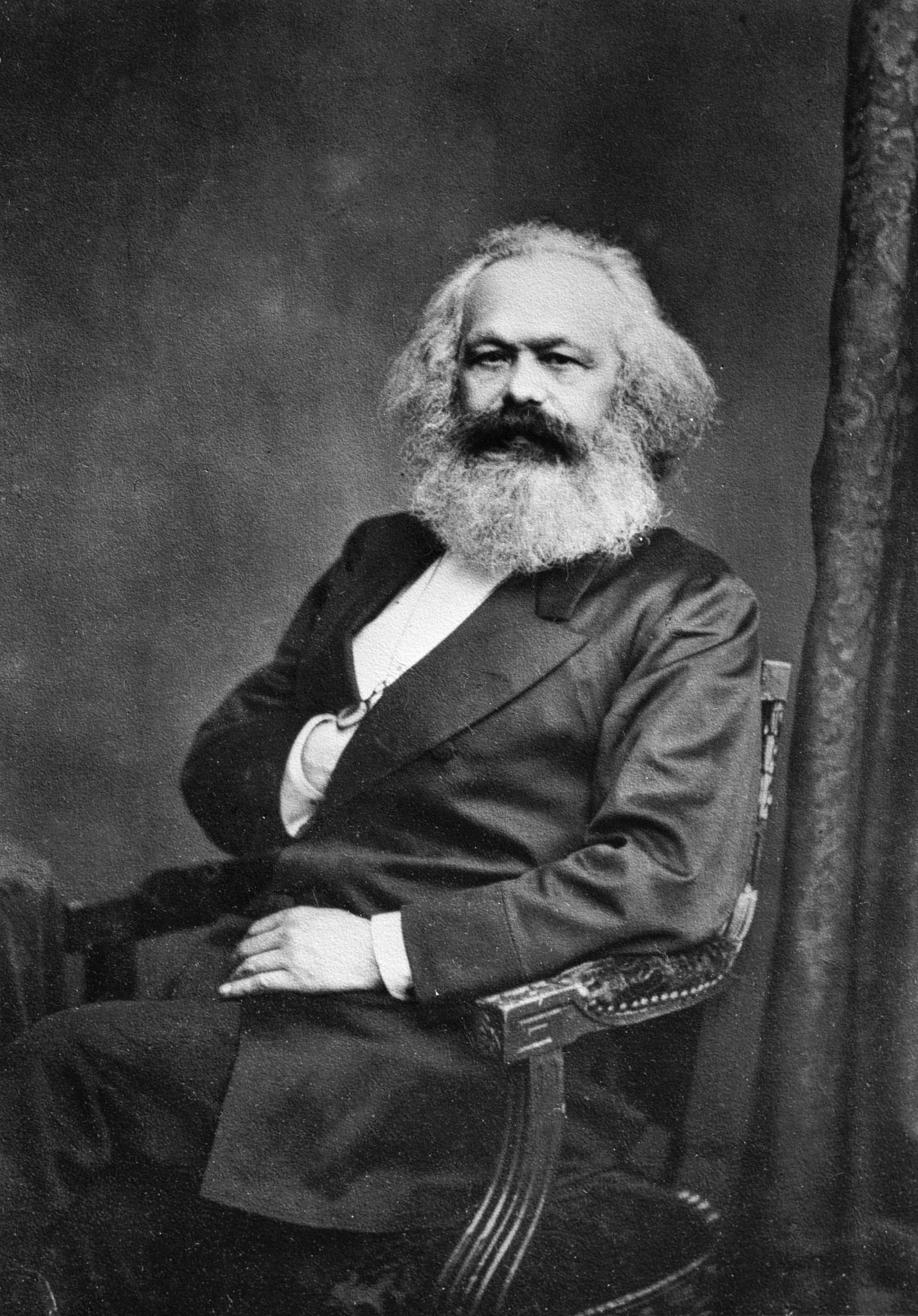
Karl Marx fotografado com a mão no seu colete.
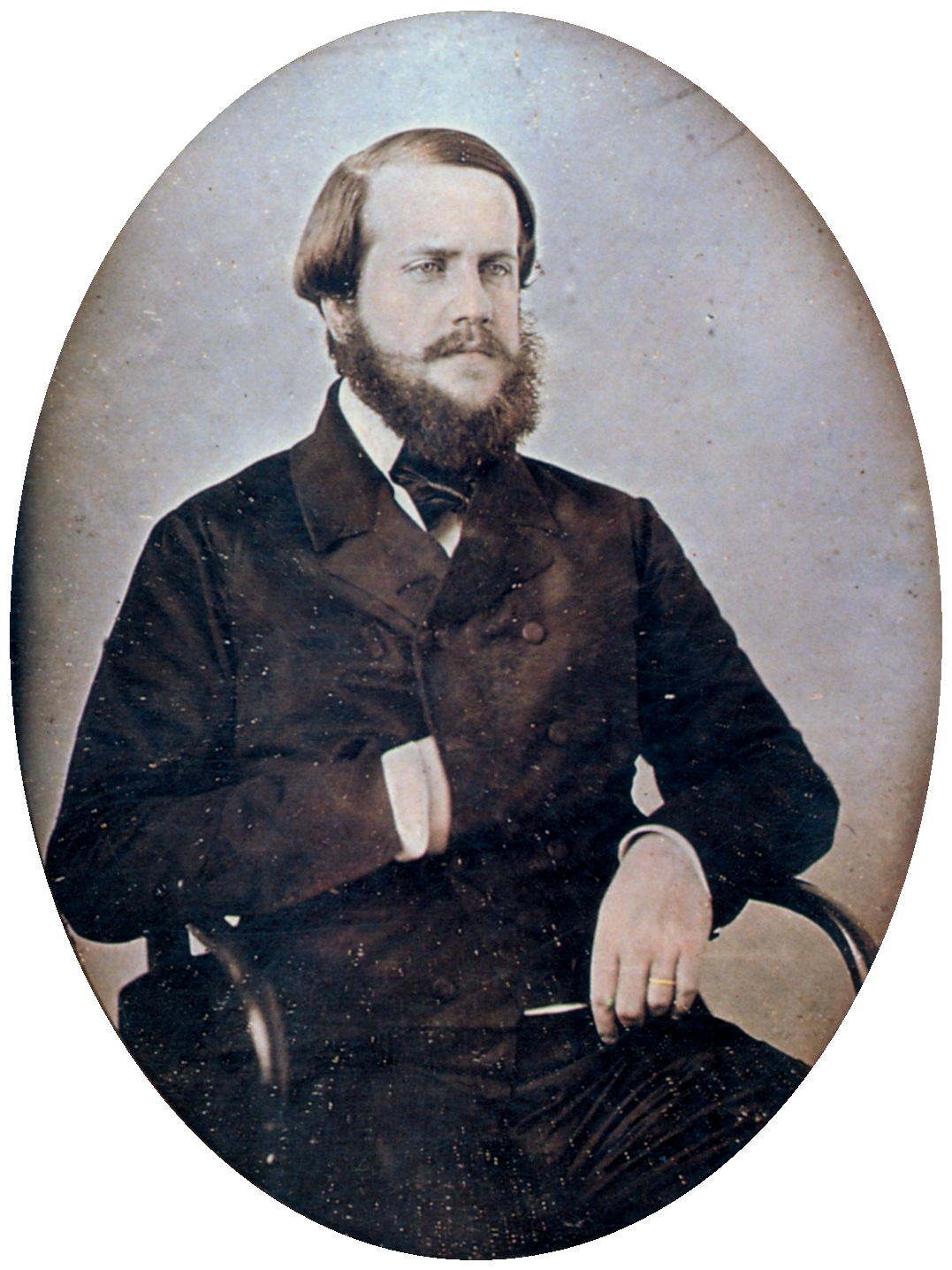
O imperador Pedro II do Brasil fazendo a pose.
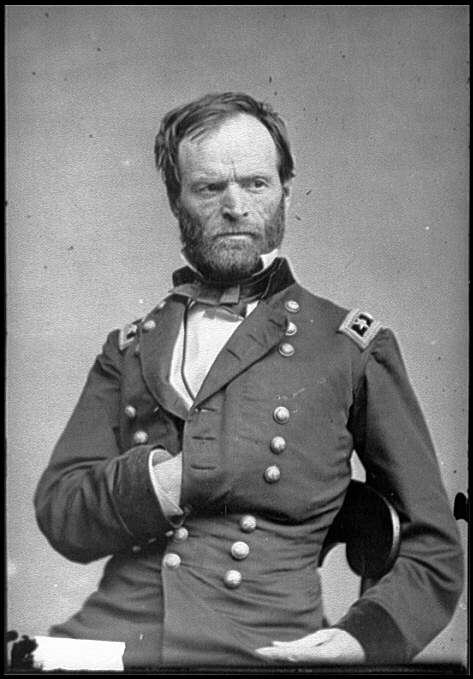
O general William Tecumseh Sherman com a mão no seu uniforme.